# Vyšný Mirošov
Vyšný Mirošov es un municipio del distrito de Svidník en la región de Prešov, Eslovaquia, con una población estimada a final del año 2024 de 572 habitantes.
Se encuentra ubicado en el centro-norte de la región, cerca del río Ondava (cuenca hidrográfica del río Tisza) y de la frontera con  Polonia.

## Demografía
| Año        | 1994 | 2004     | 2014    | 2024    |
| ---------- | ---- | -------- | ------- | ------- |
| Población  | 533  | 590      | 597     | 572     |
| Diferencia |      | +10,69 % | +1,18 % | −4,18 % |

| Año        | 2023 | 2024    |
| ---------- | ---- | ------- |
| Población  | 573  | 572     |
| Diferencia |      | −0,17 % |